# Pfaffing (Autriche)
Pour les articles homonymes, voir Pfaffing.
Pfaffing est une commune autrichienne du district de Vöcklabruck en Haute-Autriche.

## Historique
Pfaffing faisait partie de la province de Norique. Lors des fouilles de 2012, les fondations d'une villa romaine ont été découvertes sur la commune.
La première mention écrite de Pfaffing se trouve dans le Mondseer Traditionskodex (le cartulaire de Mondsee) de l’ancien monastère de Mondsee.